# Odřepsy
Odřepsy är en ort i Tjeckien.   Den ligger i regionen Mellersta Böhmen, i den centrala delen av landet, 50 km öster om huvudstaden Prag. Odřepsy ligger 192 meter över havet och antalet invånare är 280.
Terrängen runt Odřepsy är platt, och sluttar västerut.Runt Odřepsy är det ganska tätbefolkat, med 75 invånare per kvadratkilometer. Närmaste större samhälle är Kolín, 12,9 km söder om Odřepsy. Trakten runt Odřepsy består till största delen av jordbruksmark.